# Leskovac

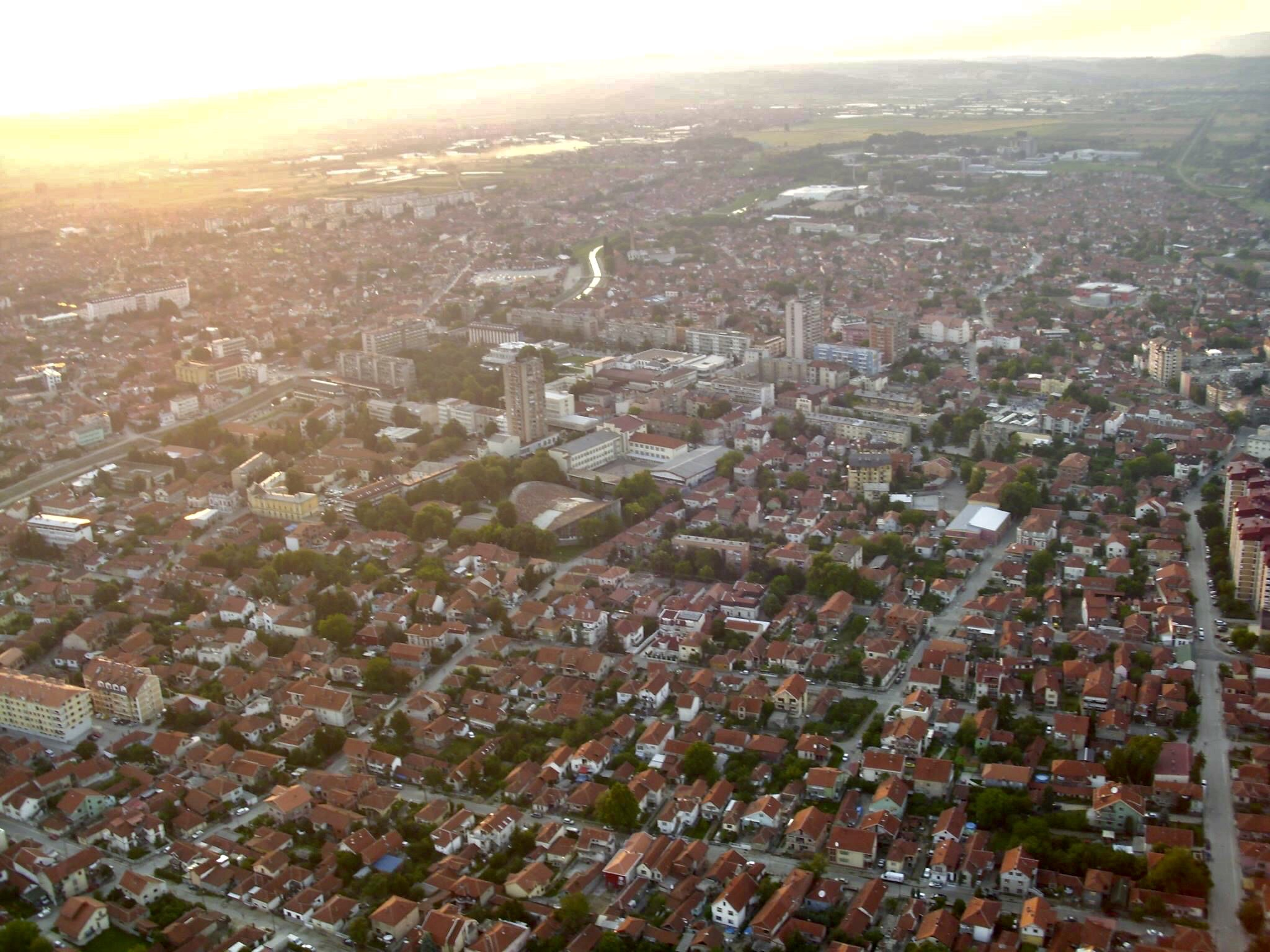
Luftaufnahme der Stadt (2019)

Leskovac (serbisch-kyrillisch Лесковац; albanisch Leskoci oder Leskoc; türkisch Leskofça), deutsch Leskowatz, ist eine Stadt im südlichen Serbien, gelegen am kleinen Fluss Veternica im serbischen Bezirk Jablanica. Sie ist auch der Hauptverwaltungssitz des Bezirks und hatte nach der letzten Volkszählung 2002 rund 69.000 Einwohner.
Die Stadt liegt am Fuß des Berges Hisar in der Meereshöhe von 225 Metern, die Entfernung (Luftlinie) von Belgrad beträgt 220 km. Die Jahresdurchschnittstemperatur erreicht 11,3 °C.
Mit den 144 Dörfern in ihrer Umgebung zählt die Gemeinde Leskovac rund 160.000 Einwohner. Sie ist damit die Gemeinde mit der höchsten Anzahl an Dörfern in Serbien. Die Bevölkerungsdichte beträgt 152 Einwohner pro km², wobei der Bevölkerungszuwachs in den letzten Jahren abgenommen hat.

## Geschichte
Die ältesten Funde, die in der Stadt und der Umgebung gefunden wurden, stammen aus dem zweiten Jahrtausend vor Christus.
Eine Geschichtsschreibung der Stadt existiert seit dem 12. Jahrhundert, als Stefan Nemanjić vom byzantinischen Kaiser diese Region zum Geschenk bekam. Damals hieß die Stadt Dubočica.
Das erste Mal wird Leskovac in einem Dokument aus dem 14. Jahrhundert als ein großes Dorf namentlich erwähnt.
Während der osmanischen Herrschaft wurde dieser Name nicht verwendet. Die Türken nannten die Stadt und den Berg Hisar, was Burg oder Festung bedeutet.
1878 wurde die gesamte albanische Bevölkerung zwischen Leskovac und Niš durch serbische Truppen ins Kosovo oder in diejenigen Gebiete zur Flucht getrieben, die noch heute von Albanern bewohnt sind.
Mitte des 19. Jahrhunderts war Leskovac die zweitgrößte Stadt Serbiens nach Belgrad. Mit ihren 13 Fabriken lag die Spezialisierung auf der Textilindustrie.
Leskovac ist neben Niš eines der wirtschaftlichen und kulturellen Zentren Südserbiens. Neben einer großen Anzahl von Mittelschulen gibt es in Leskovac auch zwei Fachhochschulen (Handels- und Textilhochschule) sowie eine Fakultät, die Teil der Universität Niš ist.

## Söhne und Töchter der Stadt
Ein weiterer Sohn der Stadt ist der Fußballspieler Saša Stamenković.
Branislav Kostić stammt aus dem Stadtteil Dubocica und war ein Serbischer Fußballprofi. Er stand von 1970 bis 1977 bei Stade Lavallois und von 1977 bis 1981 bei Amicale de Lucé, sowie die Saison 74–75 bei US Albi unter Vertrag.